# Sicyonia japonica
Sicyonia japonica är en kräftdjursart som beskrevs av Heinrich Balss 1914. Sicyonia japonica ingår i släktet Sicyonia och familjen Sicyoniidae. Inga underarter finns listade i Catalogue of Life.